# Поль Ландовський
Поль Ландовський (фр. Paul Landowski; 1 червня 1875, Париж — 31 березня 1961, Булонь-Бийанкур) — французький скульптор.

## Життя і творчість
Поль Ландовський був директором римської художньої академії Вілла Медічі, пізніше — директором паризької Академії витончених мистецтв і куратором Всесвітньої виставки 1937 року. Його найвідомішою роботою є гігантська скульптура — статуя Христа-Спасителя в Ріо-де-Жанейро, яку П. Ландовський створив протягом п'ятирічної роботи за планами бразильського інженера Ейтора да Сілва Коста. Статуя Христа була відкрита в 1931 році. Іншою відомою роботою П. Ландовського є скульптурна група для стіни Реформації на території університету Женеви. Ще одним примітним пам'ятником Ландовського вважається статуя Святої Женев'єви, покровительки Парижа, на мосту Турнель.
На літніх Олімпійських іграх 1928 року в Амстердамі Поль Ландовський взяв участь в конкурсі мистецтв і за його підсумками був нагороджений золотою медаллю за скульптуру «Боксер».
Син П. Ландовського Марсель — відомий французький композитор.